# Gnidia gnidioides
Gnidia gnidioides är en tibastväxtart som först beskrevs av John Gilbert Baker, och fick sitt nu gällande namn av Domke. Gnidia gnidioides ingår i släktet Gnidia och familjen tibastväxter. Inga underarter finns listade i Catalogue of Life.